# Liste der Bodendenkmäler in Niederkassel
Die Liste der Bodendenkmäler in Niederkassel enthält die denkmalgeschützten unterirdischen baulichen Anlagen, Reste oberirdischer baulicher Anlagen, Zeugnisse tierischen und pflanzlichen Lebens und paläontologischen Reste auf dem Gebiet der Stadt Niederkassel im Rhein-Sieg-Kreis in Nordrhein-Westfalen (Stand: August 2020). Diese Bodendenkmäler sind in Teil B der Denkmalliste der Stadt Niederkassel eingetragen; Grundlage für die Aufnahme ist das Denkmalschutzgesetz Nordrhein-Westfalen (DSchG NRW).
| Bild | Bezeichnung                         | Lage                                  | Beschreibung | Bauzeit | Eingetragen seit | Denkmal- nummer |
| ---- | ----------------------------------- | ------------------------------------- | ------------ | ------- | ---------------- | --------------- |
|      | Fränkisches Gräberfeld              | Mondorf Langgasse/Gartenstraße        |              |         | 13.06.1983       | BDL 1           |
|      | Kirchen-Hofwüstung                  | Rheidt Unterstraße                    |              |         | 28.01.1998       | BDL 2           |
|      | Fränkisches Gräberfeld              | Rheidt Marktplatz                     |              |         | 21.10.1998       | BDL 3           |
|      | Kirche                              | Lülsdorf Alter Turm                   |              |         | 02.05.2001       | BDL 4           |
|      | Burg Lülsdorf                       | Lülsdorf Burgstraße                   |              |         | 27.04.2001       | BDL 5           |
|      | Kirche                              | Niederkassel Rathausstraße            |              |         | 03.05.2001       | BDL 6           |
|      | Hofwüstung                          | Niederkassel Rathausstraße/Annostraße |              |         | 30.11.2001       | BDL 7           |
|      | Ehemalige Kapelle                   | Uckendorf Dorfplatz                   |              |         | 13.05.2002       | BDL 8           |
|      | eisenzeitliches Gräberfeld, Wüstung | Niederkassel südlich von Niederkassel |              |         | 03.07.2002       | BDL 9           |
|      | Kapelle                             | Ranzel Porzer Straße                  |              |         | 03.07.2003       | BDL 10          |
|      | Domhof                              | Rheidt Unterstraße                    |              |         | 10.11.2004       | BDL 11          |
|      | Siedlungswüstung                    | Uckendorf Feldflur                    |              |         | 25.10.2006       | BDL 12          |
|      | Siedlungswüstung                    | Uckendorf Feldflur                    |              |         | 25.10.2007       | BDL 13          |